# Liste der Ortschaften im Bezirk Liezen
Die Liste der Ortschaften im Bezirk Liezen enthält alle Gemeinden und ihre zugehörigen Ortschaften im steirischen Bezirk Liezen (mit Gemeinden und Ortschaften der Politischen Expositur Gröbming). Stand Ortschaften: 1. Jänner 2022

## Bereich Liezen
Kursive Gemeindenamen sind keine Ortschaften, in Klammern der Status Markt bzw. Stadt. Die Angaben erfolgen im offiziellen Gemeinde- bzw. Ortschaftsnamen, wie von der Statistik Austria geführt.
- Admont (Markt)
  - Aigen
  - Gstatterboden
  - Hall
  - Johnsbach
  - Krumau
  - Weng im Gesäuse

- Aigen im Ennstal
  - Aich
  - Aiglern
  - Fischern
  - Gatschen
  - Hohenberg
  - Ketten
  - Lantschern
  - Mitteregg
  - Quilk
  - Ritzmannsdorf
  - Sallaberg
  - Schlattham
  - Tachenberg
  - Vorberg

- Altaussee
  - Fischerndorf
  - Lichtersberg
  - Lupitsch
  - Puchen

- Altenmarkt bei Sankt Gallen (Markt)
  - Eßling

- Ardning
  - Frauenberg
  - Pürgschachen

- Bad Aussee (Stadt)
  - Anger
  - Eselsbach
  - Gallhof
  - Gschlößl
  - Lerchenreith
  - Obertressen
  - Reitern
  - Reith
  - Sarstein
  - Unterkainisch

- Bad Mitterndorf (Markt)
  - Äußere Kainisch
  - Furt
  - Klachau
  - Knoppen
  - Krungl
  - Mühlreith
  - Neuhofen
  - Obersdorf
  - Pichl
  - Rödschitz
  - Sonnenalm
  - Tauplitz
  - Tauplitzalm
  - Thörl
  - Zauchen

- Gaishorn am See (Markt)
  - Au bei Gaishorn am See
  - Furth
  - Treglwang

- Grundlsee
  - Archkogl
  - Bräuhof
  - Gößl
  - Mosern
  - Untertressen

- Irdning-Donnersbachtal (Markt)
  - Altirdning
  - Bleiberg
  - Donnersbach
  - Donnersbachwald
  - Erlsberg
  - Falkenburg
  - Fuchsberg
  - Furrach
  - Ilgenberg
  - Irdning
  - Kienach
  - Planneralm
  - Raumberg
  - Ritzenberg
  - Winklern

- Landl
  - Gams bei Hieflau
  - Großreifling
  - Hieflau
  - Jassingau
  - Kirchenlandl
  - Krippau
  - Lainbach
  - Mooslandl
  - Palfau

- Lassing
  - Altlassing
  - Burgfried
  - Döllach
  - Fuchslucken
  - Gatschling
  - Heuberg
  - Lassing-Kirchdorf
  - Moos
  - Neusiedl
  - Niedermoos
  - Schattenberg
  - Sonnberg
  - Spiegelsberg
  - Stein
  - Treschmitz
  - Trojach
  - Unterberg
  - Wieden

- Liezen (Stadt)
  - Pyhrn
  - Reithtal
  - Weißenbach bei Liezen

- Rottenmann (Stadt)
  - Bärndorf
  - Boder
  - Bruckmühl
  - Büschendorf
  - Edlach
  - Klamm
  - Oppenberg
  - Sankt Georgen
  - Singsdorf
  - Strechau
  - Strechen
  - Villmannsdorf

- Sankt Gallen (Markt)
  - Bergerviertel
  - Bichl
  - Breitau
  - Oberlaussa
  - Oberreith
  - Reiflingviertel
  - Unterlaussa
  - Weißenbach an der Enns
  - Wolfsbachau

- Selzthal
  - Neulassing
  - Versbichl

- Stainach-Pürgg (Markt)
  - Niederhofen
  - Pürgg
  - Stainach
  - Trautenfels
  - Unterburg
  - Untergrimming
  - Zlem

- Trieben (Stadt)
  - Dietmannsdorf bei Trieben
  - Sankt Lorenzen im Paltental
  - Schwarzenbach

- Wildalpen
- Wörschach
  - Maitschern

## Expositur Gröbming
Kursive Gemeindenamen sind keine Ortschaften, in Klammern der Status Markt bzw. Stadt (Einwohnerzahlen in Klammern vom 1. Jänner 2024).
- Aich (697)
  - Assach (276)
  - Auberg (66)
  - Gössenberg (130)
  - Petersberg (144)

- Gröbming (Markt, 3202)
- Haus (Markt, 877)
  - Birnberg (138)
  - Ennsling (419)
  - Gumpenberg (92)
  - Lehen (118)
  - Oberhaus (160)
  - Oberhausberg (43)
  - Weißenbach (598)

- Michaelerberg-Pruggern
  - Michaelerberg (434)
  - Pruggern (Hauptort, 828)

- Mitterberg-Sankt Martin (für 14 neue Ortschaften gibt es 2021 noch keine Einwohnerzahlen!)
  - Berg (32)
  - Diemlern (40)
  - Dorf (38)
  - Espang (43)
  - Gersdorf (161)
  - Gstatt (11)
  - Kaindorf (304)
  - Kranzbach (37)
  - Krottendorf (63)
  - Matzling (172)
  - Mitterberg (Hauptort, 189)
  - Niedergstatt (11)
  - Oberlengdorf (135)
  - Oberstuttern (31)
  - Prenten (3)
  - Ratting (44)
  - Salza (83)
  - Sankt Martin am Grimming (220)
  - Steg (10)
  - Strimitzen (24)
  - Tipschern (175)
  - Unterlengdorf (57)
  - Zirting (71)

- Öblarn (Markt, 1001)
  - Gritschenberg (88)
  - Moosberg auch Sonnberg (28)
  - Niederöblarn (436)
  - Sonnberg (351)
  - Straßerberg (11)

- Ramsau am Dachstein (2917)
- Schladming (Stadt, 3299)
  - Fastenberg (138)
  - Gleiming (145)
  - Klaus (985)
  - Obertal (146)
  - Pichl (582)
  - Preunegg (139)
  - Rohrmoos (931)
  - Untertal (183)

- Sölk
  - Großsölk (Hauptort, 466)
  - Kleinsölk (555)
  - Sankt Nikolai im Sölktal (468)